# Caviana
Caviana (en portugués: Ilha Caviana) es el nombre de una isla brasileña costero-fluvial, ubicada en la salida norte de la isla de Marajó (en portugués: Ilha de Marajó), en el delta de tierras bajas de la desembocadura del río Amazonas. Pertenece al estado de Pará y tiene áaproximadamente 5.000 km² de superficie.
La isla es un lugar excelente para observar el fenómeno de la marea del río Amazonas (localmente llamado pororoca), por el que las aguas del río Amazonas se mezclan con las mareas entrantes del océano Atlántico y forman una onda estacionaria. También se conoce al lugar por ser un santuario para las aves.